# Vía dorsal-lemniscal medial
La vía dorsal-lemniscal medial o vía de los cordones posteriores es, junto con la vía espinotalámica, la ruta neural por la cual asciende hacia el encéfalo la información proveniente del sistema somatosensorial. Sus fibras son relativamente grandes y de rápida conducción, y transmiten información posicional sobre estimulación táctil y movimiento. La información sensorial que proviene del lado izquierdo del cuerpo termina en el lado derecho de la corteza cerebral, este cambio de lado en el procesamiento de la información también ocurre con la información proveniente del lado derecho del cuerpo.
La representación del mapa de la superficie corporal se realiza de una forma más precisa por la contribución del sistema lemniscal.

## Estructura

Tractos de la médula espinal - tractos de la vía dorsal-lemniscal medial mostrados arriba a la derecha.

La vía dorsal-lemniscal medial está formada por los axones de las neuronas sensoriales de primer, segundo y tercer orden, que comienzan en los ganglios de la raíz dorsal. Los axones de las neuronas de primer orden forman los tractos ascendentes del fascículo grácil y el fascículo cuneado, que sinaptan con las neuronas de segundo orden en el núcleo grácil y el núcleo cuneado, conocidos conjuntamente como núcleos de la columna dorsal; Los axones de estas neuronas ascienden en forma de fibras arqueadas internas; las fibras se cruzan en la decusación sensorial y forman el lemnisco medial que conecta con el tálamo; los axones hacen sinapsis en neuronas del grupo nuclear ventral que, a su vez, envían axones a la circunvolución postcentral del lóbulo parietal. 
El fascículo grácil transporta la información sensorial de la mitad inferior del cuerpo que entra en la médula espinal a nivel lumbar. El fascículo cuneado transporta la información sensorial de la mitad superior del cuerpo (extremidades superiores, tronco y cuello) que entra en la médula espinal a nivel cervical. El fascículo grácil tiene forma de cuña en la sección transversal y se encuentra junto al tabique medio posterior. Su base está en la superficie de la médula espinal y su vértice se dirige hacia la comisura gris posterior. El fascículo grácil aumenta de tamaño de inferior a superior.
El fascículo cuneado es triangular en sección transversal y se sitúa entre el fascículo grácil y la columna posterior, correspondiendo su base con la superficie de la médula espinal. Sus fibras, mayores que las del fascículo grácil, proceden en su mayoría de la misma fuente, es decir, de las raíces nerviosas posteriores. Algunas ascienden sólo una corta distancia en el tracto y, al entrar en la sustancia gris, entran en estrecha relación con las células del núcleo dorsal, mientras que otras pueden rastrearse hasta la médula oblonga, donde terminan en el núcleo grácil y el núcleo cuneado. 
Los dos tractos ascendentes se unen a la altura de la sexta vértebra torácica (T6). Los tractos ascendentes suelen tener tres niveles de neuronas, a saber, neuronas de primer orden, de segundo orden y de tercer orden, que transmiten la información desde el punto físico de recepción hasta el punto real de interpretación en el cerebro. 

## Función
La sensación discriminativa está bien desarrollada en los dedos de los seres humanos y permite detectar texturas finas. También permite la capacidad conocida como estereognosis, para determinar qué es un objeto desconocido, utilizando las manos sin entrada visual o auditiva. Esta fina sensación la detectan unos mecanorreceptores llamados corpúsculos táctiles que se encuentran en la dermis de la piel, cerca de la epidermis. Cuando estas estructuras son estimuladas por una ligera presión, se inicia un potencial de acción. Alternativamente, los husos musculares propioceptivos y otros receptores táctiles de la superficie cutánea, como las células de Merkel, los corpúsculos bulbosos, los corpúsculos lamelares y los receptores del folículo piloso (terminaciones peritricosas) pueden implicar a la primera neurona de esta vía.
Las neuronas sensoriales de esta vía son pseudounipolares, lo que significa que tienen un único proceso que emana del cuerpo celular con dos ramas distintas: una rama periférica que funciona en cierto modo como una dendrita de una neurona típica recibiendo información (aunque no debe confundirse con una verdadera dendrita), y una rama central que funciona como un axón típico llevando información a otras neuronas (de nuevo, ambas ramas son en realidad parte de un axón). 

## Importancia clínica
Los daños en la vía columna dorsal-lemnisco medial por debajo del punto de cruce de sus fibras provocan una pérdida de la vibración y del sentido articular (propiocepción) en el mismo lado del cuerpo que la lesión. Los daños por encima del punto de cruce provocan una pérdida de la vibración y del sentido articular en el lado del cuerpo opuesto a la lesión. La vía se comprueba con la prueba de Romberg.
Los daños en cualquiera de los tractos de la columna dorsal pueden provocar la pérdida permanente de la sensibilidad en las extremidades. Véase síndrome de Brown-Séquard.

## Información complementaria
El fascículo cuneado, fasciculus cuneatus, tracto cuneado, tracto de Burdach, debe su nombre a Karl Friedrich Burdach. El fascículo grácil, tracto de Goll, debe su nombre al neuroanatomista suizo Friedrich Goll (1829-1903). 